# Haus Wilsdruffer Straße 20
Das Haus Wilsdruffer Straße 20 war ein Wohnhaus in Dresden. 1945 wurde das Gebäude zerstört.
Laut Cornelius Gurlitt stellte der Erker des Hauses eine „reizvolle Arbeit“ dar. Dieser Erker war zweigeschossig und mit Engelsköpfen an den Ecken geschmückt. Auf der Brüstung des ersten Obergeschosses des Erkers befanden sich aufwändige Reliefs, seitlich wurden im Relief zwei Bienenkörbe dargestellt, die vermutlich Arbeiten aus der Zeit um 1870 waren. Die übrigen Details wie die Engelsköpfe an den Ecken, Blumengehänge an der Brüstung des Obergeschosses sowie die Kartuschen an den Brüstungen de Seitenansicht verwiesen laut Cornelius Gurlitt auf die Zeit um 1660.
Stefan Hertzig beschreibt, dass die Schmuckformen Klengels „in sehr kräftiger, drall-saftiger Auffassung“ Dresdner Erker des 17. Jahrhunderts geschmückt hätten, auch den des Hauses Wilsdruffer Straße 20.
Der in den 1950er Jahren errichtete Wohnkomplex Wilsdruffer Straße 20–22 hat mit dem beschriebenen Bauwerk weder von der Lage noch der Architektur her etwas zu tun.